# 競輪トピックス
競輪トピックス（けいりん・トピックス）は、アール・エフ・ラジオ日本制作で同局とラジオ関西、RKB毎日放送で1980年代に放送された競輪の情報番組である。
スポンサーは日本自転車振興会。

## 概要
ラジオ日本では開局当初から特別競輪の実況など、競輪関連の番組に力を入れており、この番組もその一環であった。
開始当初の極一時期「サイクル・コンフィデンシャル」と題して放送され、後に「競輪トピックス」と改められた。
番組は樋口忠正（週によっては内藤博之　両名とも当時RFラジオ日本アナウンサー）がパーソナリティーを担当し、特別競輪のレース展望（レギュラーゲスト・白鳥伸雄<元競輪選手>）・同回顧（決勝戦優勝者インタビュー、大会全体の振り返りなど）、選手についてのドキュメンタリー、競輪関連のイベントについての話題を取り上げた。
終了後、1994年から放送局を変えた事実上の後継として、TBSラジオ制作（CBCラジオ・ABCラジオネット）で中野浩一のスーパートーク→フリートークを放送している。
番組開始・終了BGMは、当時競輪場で使用されていたテーマ曲を流していた。